# Jelena Zrinski

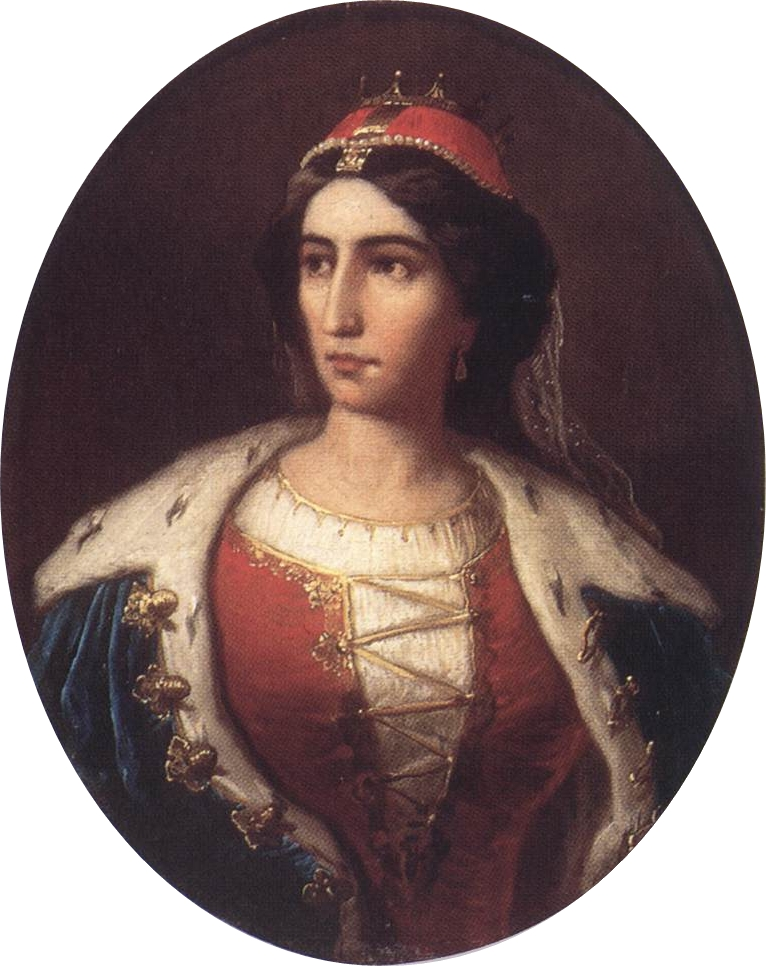
Jelena Zrinska

Jelena Zrinski, węg. Ilona Zrínyi (ur. w Ozalju w 1643, zm. w Nikomedii, 18 lutego 1703) – szlachcianka chorwacka, ostatni potomek chorwackiego magnackiego rodu Zrińskich, jedna z najsłynniejszych kobiet w historii Węgier. Była mocno zaangażowana w działalność patriotyczną. Jej ojciec i wuj (brat matki, Fran Krsto Frankopan) zostali straceni w 1671 r. za udział w spisku magnatów chorwackich i węgierskich przeciwko Habsburgom (tzw. spisek Wesselényiego). Późniejszy drugi mąż, Imre Thököly walczył z Habsburgami stając w 1672 r. na czele jednego z powstań kuruców, a wychowany przez nią w duchu patriotyzmu syn, Franciszek II Rakoczy, w latach 1703–1711 stał na czele ostatniego wielkiego powstania antyhabsburskiego – tzw. powstania Rakoczego.

## Życiorys

### Rodzina
Jelena Zrinski była córką chorwackiego bana Petara Zrinskiego, wodza, polityka i pisarza, oraz poetki i tłumaczki Any Katariny Zrinski z domu Frankopan. Była ich najstarszym dzieckiem, miała dwie młodsze siostry Juditę Petronilę (1652-1699) i Aurorę Veronikę (1658-1735) oraz brata Ivana IV Antuna (1654-1703).
Jelena od najmłodszych lat była podziwiana ze względu na swoją wielką urodę oraz inteligencję. Choć o jej wykształceniu niewiele wiadomo, faktem jest, iż dorastała w możnej rodzinie o rozległych kontaktach, na której dworach przebywali chorwaccy intelektualiści i pisarze oraz inni znamienici członkowie rodu, m.in. stryj Jeleny Nikola Zrinski.

### Małżeństwa
1 marca 1666 została żoną Franciszka I Rakoczego, z którym doczekała się trójki dzieci, najsłynniejszy był Franciszek II Rakoczy. Po śmierci pierwszego męża (1676 r.) w 1682 r. wstąpiła w uświęcony związek z Imre Thökölym. Z drugim małżonkiem brała czynny udział w zorganizowanym przez niego powstaniu. Jelena wsławiła się prawie trzyletnią (1685–1688) obroną zamku Palanka (Palanok) w Mukaczewie. Kiedy dalsza obrona twierdzy stała się niemożliwa, Jelena poddała się Austriakom, sama zostając ich jeńcem.

### Niewola, wygnanie i śmierć
Hrabina została uwięziona w austriackim klasztorze i spędziła tam, z dwójką swoich dzieci, łącznie siedem lat. W tym czasie Thököly nadal prowadził w północno-wschodniej części kraju walkę z habsburskimi oddziałami. Dzięki sprzyjającym okolicznościom doszło do wymiany jeńców i w 1695 r. Jelena wróciła do męża.
Po pokoju karłowickim, niekorzystnym dla Thökölyego i Zrinskiej, para musiała udać się na wygnanie do Turcji. Jelena mieszkała przez pewien czas w Konstantynopolu, dokładniej w dzielnicy Galata. Żywota dokonała w Nikomedii (obecnie Izmit).

## Dziedzictwo
Na Węgrzech uważana jest za narodową bohaterkę, patriotkę i bojowniczkę o wolność, która idee niepodległościowe wpoiła swojemu synowi, przywódcy słynnego powstania antyhabsburskiego.
Szczątki hrabiny zostały w 1906 r. przeniesione do Koszyc i znajdują się w katedrze Św. Elżbiety w grobie, który dzieli z synem.